# AEG N.I
L'AEG N.I fu un bombardiere notturno leggero biplano sviluppato dall'azienda tedesco imperiale Allgemeine Elektrizitäts-Gesellschaft (AEG) negli anni dieci del XX secolo.
Derivato dal precedente AEG C.IV.N, venne principalmente impiegato dalla Luftstreitkräfte, la componente aerea del Deutsches Heer (l'esercito imperiale tedesco), fino al termine della prima guerra mondiale e, dopo il termine del conflitto, come aereo da trasporto passeggeri.

## Utilizzatori

### Militari
Germania
- Luftstreitkräfte

### Civili
Germania
- Deutsche Luft-Reederei.[2]